# Evolution (canção de Ayumi Hamasaki)
evolution (em português: evolução) é o 20º single da cantora Ayumi Hamasaki, lançado dia 31 de janeiro de 2001. Foi o segundo single a ser composto por ela mesma utilizando o seu pseudônimo de compositora "CREA". "evolution" foi usado em um comercial de televisão para promover cosméticos kosé "visée". O single também foi lançado quatro meses depois numa versão DVD single contendo o vídeo clipe, Making-of e o comercial usado para promover a venda do single. Assim como o single anterior M, "evolution" estreou em 1º lugar na Oricon vendendo mais de 500.000 cópias em sua primeira semana e vendeu 955.250 cópias nas tabelas da Oricon.
O single foi certificado Million pela RIAJ, por vender mais de 1 milhão de cópias.

## Faixas
| N.º | Título                                        | Duração |  |
| 1.  | "evolution "Original Mix""                    | 4:43    |  |
| 2.  | "evolution "Dub's Floor Remix Transport 004"" | 7:38    |  |
| 3.  | "evolution "DJ REMO-CON REMIX""               | 8:44    |  |
| 4.  | "End of the World "Laugh & Peace Mix""        | 6:54    |  |
| 5.  | "evolution "BOOM・BASS・Ayumix""              | 4:05    |  |
| 6.  | "evolution "Oriental Hot SPA""                | 7:18    |  |
| 7.  | "SURREAL "nicely nice electron'00 remix""     | 5:02    |  |
| 8.  | "evolution "Huge terrestrial birth mix""      | 5:22    |  |
| 9.  | "evolution "LAW IS Q mix""                    | 7:33    |  |
| 10. | "evolution (instrumental)"                    | 4:41    |  |

## Oricon & Vendas
| Parada                           | Posição | Total de Vendas | Semanas |
| -------------------------------- | ------- | --------------- | ------- |
| Oricon Parada Diária de Singles  | 1       | 955,250         | 17      |
| Oricon Parada Semanal de Singles | 1       | 955,250         | 17      |
| Oricon Parada Mensal de Singles  | 1       | 955,250         | 17      |
| Oricon Parada Anual de Singles   | 7       | 955,250         | 17      |